# 서명사
서명사(西明寺)는 중국 당대(唐代)에 수도 장안(長安)에 세워진 사찰이다. 그 위치는 중국 산시성(陝西省) 시안시(西安市) 근교의 백묘촌(白廟村)이었다고 한다.

## 역사
서명사가 세워진 곳은 수대(隋代)의 상서령(尙書令) 양소(楊素)의 저택이 있었던 곳으로 알려져 있다. 양소의 아들인 양현감(楊玄感)이 수 왕조를 전복시키려 반란을 일으켰다 패하고 그 집터 역시 관에 몰수당했는데, 그곳에 절이 지어지게 된 것은 승려 도선(道宣)이 지은 『서명사록』(西明寺錄)이나 『서명사도찬』(西明寺圖讚) 등의 기록에 실려 있었다고 전하나 모두 전하지 않는다.
사찰의 창건은 고종(高宗) 현경(顯慶) 원년(656년) 8월 19일 무자의 일로, 고종과 측천무후(則天武后)가 병약한 황태자 홍(弘)의 쾌유를 빌며 천축의 기원정사(祇園精舍)를 본떠 지었다고 한다.
무주(武周) 구시(久視) 원년(700년) 이후 의정(義淨)도 이 절에 와서 불경을 번역하였다. 천축에서 범어 불경을 가져온 현장삼장(玄奘三蔵)과, 그와 함께 범어 경전을 번역한 신라의 승려 원측(圓測)도 서명사에 주석한 적이 있으며, 불교 역사가로 이름 높았던 도선이 이 절의 상좌(上座)로 있었다고도 한다. 그의 저술인 『속고승전』(續高僧傳)이나 『대당내전록』(大唐內典錄), 그의 제자 도세(道世)가 지은 『법원주림』(法苑珠林) 등이 이곳 서명사에서 편찬되었다.
당 왕조 중기에는 혜림(慧琳)의 『일체경음의』(一切經音義)나 원소(円照)의 『정원신정석교목록』(貞元新定釋敎目錄)이 이 절에서 저술되었다. 일본의 승려 구카이(空海)도 서명사에 온 적이 있으며, 《원형석서》(元亨釋書)나 《부상략기》(扶桑略記) 등의 문헌은 나라(奈良)의 다이안지(大安寺)는 이곳 서명사를 모델로 지어졌다고 적고 있다.
무종(武宗)이 일으킨 회창의 폐불로 서명사도 폐찰당했지만 선종(宣宗) 대중(大中) 원년(847년)에 부흥, 이후 복수사(福壽寺)라 이름이 바뀐다.

## 위치
당대 서명사의 위치는 장안성 연강방(延康坊) 남서쪽 모퉁이에 해당한다. 연강방 북서쪽으로는 서쪽으로부터 이어진 실크로드의 동방 기착지로써 장안에서도 가장 번영을 누렸던 곳인 서시(西市)가 있었고, 궁성(宮城)과도 가까워 수대에 양소가 서명사 부지에 저택을 지었던 것을 시작으로 당대의 명화가 염립본(閻立本)이나 문인 장적(張籍, 766년-830년) 등이 이곳 연강방 가까운 곳에 저택을 짓기도 했다. 보력(寶曆) 3년(827년) 이후로는 당 왕조 종실 제왕들의 왕부(王府)가 세워졌다.
기원정사를 모델로 지은, 대전(大殿)만 열 곳이 넘으며 양(梁)의 소태사나 북위(北魏)의 영녕사도 능가하는 규모였다고 하는 전에 없던 장대한 규모를 지녔던 서명사의 면모는 사찰 부지에 대한 발굴 조사에서 확인되었다.